# Montblanc (Hérault)
 Montblanc  es una población y comuna francesa, situada en la región de Occitania, departamento de Hérault, en el distrito de Béziers y cantón de Pézenas.

## Demografía

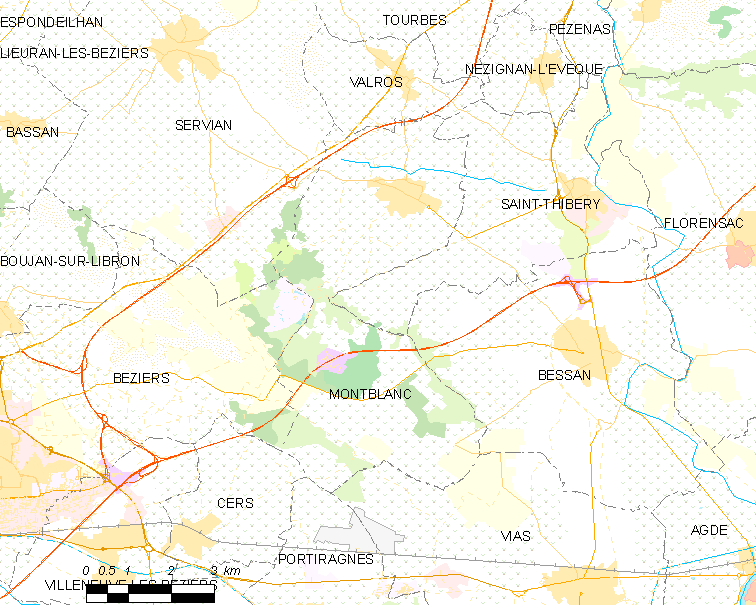
Mapa

| 1487 | 1567 | 1601 | 1643 | 1857 | 2136 | 2814 |
| Para los censos de 1962 a 1999 la población legal corresponde a la población sin duplicidades (Fuente: INSEE [Consultar]) |      |      |      |      |      |      |